# James Jones (Politiker, vor 1740)
James Jones (* vor 1740 in Province of Maryland; † 11. Januar 1801 in Washington, D.C.) war ein US-amerikanischer Politiker. Zwischen 1799 und 1801 vertrat er den Bundesstaat Georgia im US-Repräsentantenhaus.

## Werdegang
Sowohl das Geburtsdatum als auch der Geburtsort von James Jones sind unbekannt; gewiss ist nur, dass er aus dem heutigen Bundesstaat Maryland stammte. Im Jahr 1740 zog er mit seinem Onkel in die Provinz Georgia, wo er die Augusta Academy besuchte. Nach einem anschließenden Jurastudium und seiner Zulassung als Rechtsanwalt begann er in Savannah in seinem neuen Beruf zu arbeiten. Im Jahr 1790 wurde er Oberleutnant der Miliz im Chatham County. Politisch wurde Jones Ende der 1790er Jahre Mitglied der von Alexander Hamilton gegründeten Föderalistischen Partei. Zwischen 1796 und 1798 saß er als Abgeordneter im Repräsentantenhaus von Georgia. Im Mai 1798 war Jones Delegierter auf einer Versammlung zur Überarbeitung der Staatsverfassung.
Bei den staatsweit ausgetragenen Kongresswahlen des Jahres 1798 wurde er für das erste Abgeordnetenmandat von Georgia in das US-Repräsentantenhaus gewählt, wo er am 4. März 1799 die Nachfolge von Abraham Baldwin antrat. James Jones konnte seine eigentlich bis zum 3. März 1801 laufende Legislaturperiode im Kongress nicht beenden, weil er bereits am 11. Januar 1801 starb. Während seiner Zeit im US-Repräsentantenhaus bezogen die Bundesregierung und der Kongress die neue Bundeshauptstadt Washington. James Jones wurde auf dem Kongressfriedhof der Bundeshauptstadt beigesetzt.
Nach ihm ist Jones County in Georgia benannt.